# 玉造 (大阪市)
- 日本 > 近畿地方 > 大阪府 > 大阪市 > 中央区 > 玉造
- 日本 > 近畿地方 > 大阪府 > 大阪市 > 天王寺区 > 玉造本町・玉造元町

玉造（たまつくり）は、大阪府大阪市中央区と天王寺区の町名。または同市中央区と天王寺区の地域名称。本稿では町名の由来となった、かつての東成郡玉造町（たまつくりちょう）についても述べる。現行行政地名は中央区玉造一丁目および玉造二丁目、天王寺区玉造本町および玉造元町。

## 地理
現在、玉造と付く町名は中央区玉造、天王寺区玉造本町・玉造元町がある。これらに隣接する中央区森ノ宮中央の南部・法円坂の南東部・上町の東部、天王寺区真田山町の南東部は東成郡玉造町の旧町域を含んでおり、他に玉造駅周辺の天王寺区空堀町・清水谷町・餌差町、東成区中道・東小橋なども地域名称として玉造と呼ばれることがある。
職住混在地域で、上町台地に展開する文教地区の一画を占める。かつて川口外国人居留地だった西区川口と並んで、大阪市街におけるキリスト教の布教拠点となった。川口が英国聖公会・米国聖公会などプロテスタントの拠点だったのに対して、玉造はカトリックの拠点となり、カトリック玉造教会の聖マリア大聖堂は大阪高松大司教区の司教座聖堂となっている。

## 歴史
古墳時代に勾玉などを製作する玉作部（玉造部）がこの地に置かれていたことが地名の由来とされている。
昔から交通の要所であり、大坂から東へ向かう古道（街道）のいくつかがここを経由し、奈良、八尾、信貴山方面へつながっていた。前述の玉作部と、高安（現在の八尾市神立地区）の玉造部との間に、玉祖道を通じて交流があったといわれている。
石山合戦では主戦場の一つとなり、豊臣秀吉による大坂城築城に際しては、当初玉造は町人地であったが、町家の郭外移転を伴う慶長初期の三の丸造営によって、大坂城三の丸に組み込まれ、細川・宇喜多・蜂須賀・前田・龍造寺・浅野・片桐などの屋敷が玉造に置かれた。しかし、大坂の陣によって全て灰燼に帰した。
秀吉は大阪城築城後この玉造方面に山城伏見の町人を移住させた。それを玉造の伏見町と称え、伏見錦町、伏見呉服町とも呼び、その町人は専ら呉服のみを商い、城中の御用達をもなしていた。
松平忠明による復興により、玉造は武家地・町人地・年貢地が混在する地域となった。北半に玉造口定番の武家屋敷地、中央に町人地（当初は36町。幕末時は26町）、空堀跡以南に東成郡玉造村が置かれた。豊臣末期に一旦町人地でなくなっているため、徳川期の玉造町人地は伏見城下からの移住者を中心に形成された。なお、町人地として再活用されなかった余剰地が点在しており、それらは平野口町の高津屋吉右衛門に肝煎させて西成郡吉右衛門肝煎地となった。
町人地では、1648年（慶安元年）に玉造口定番の与力・同心屋敷地として収公された二本松町、北新町、大津町、東伊勢町、伏見伊勢町、伏見清水町、伏見長屋町、越中町1丁目の8町が堀江へ移転、1702年（元禄15年）に代官支配地（西成郡古屋敷地）として収公された伏見坂町の北組分が千日前へ移転している。
玉造村は高燥地であることから畑作の村で、玉造黒門越瓜（たまつくりくろもんしろうり、「玉造黒門白瓜」とも表記）が栽培されていた。玉造黒門越瓜の「黒門」の名は、現在の中央区玉造1丁目付近にあった豊臣期大坂城の玉造門が黒く塗られていたことに由来する。
猫間川の水運が土砂の堆積によって江戸時代末期から衰微しており、そこへ明治維新後の武家屋敷の破却が重なったことから町人地の経済が衰退してしまい、江戸時代以来の武家地・町人地は1873年（明治6年）に大阪市街から切り離されるに至った。

### 沿革
明治元年の時点で玉造町人地には以下の26町があった。
- 森町
- 国分町
- 丸葉町
- 八尾町
- 西伊勢町
- 越中町2丁目
- 越中町3丁目
- 紀伊国町
- 左官町
- 栢木町
- 拐屋町
- 半入町
- 大和橋町
- 伏見坂町
- 下清水町
- 稲荷中之町
- 稲荷門前町
- 岡山町
- 禰宜町
- 菱屋町
- 仁右衛門町
- 上清水町
- 撞木町
- 上木綿町
- 稲荷新町
- 平野口町

- 1869年（明治2年） - 全町が大阪東大組に所属。
- 1870年（明治3年） - 伏見坂町、下清水町、稲荷中之町、稲荷門前町、岡山町、禰宜町、菱屋町、仁右衛門町、上清水町、撞木町、上木綿町、稲荷新町、平野口町が大阪南大組へ転属。
- 1872年（明治5年） - 26町から16町に改編。大阪東大組森町、国分町、八尾町、西伊勢町、越中町、紀伊国町、左官町、半入町、大和橋町、大阪南大組東阪町、岡山町、禰宜町、仁右衛門町、東雲町通1 - 3丁目となる。
- 1873年（明治6年） - 全町が大阪東大組、大阪南大組から分離され、森町を除く15町が東成郡西玉造村となる（森町および玉造口定番組屋敷地は東成郡森村に編入）。
- 1889年（明治22年）4月1日 - 町村制施行により、東成郡西玉造村、玉造村が合併して玉造町が発足。
- 1897年（明治30年）4月1日 - 大阪市に編入され、東区玉造大字西玉造、玉造となる。
- 1900年（明治33年） - 大字西玉造が北国分町、八尾町、元伊勢町、越中町、紀伊国町、左官町、半入町、玉堀町、東阪町、岡山町、玉造町、仁右衛門町、東雲町1 - 3丁目に、大字玉造が南玉造町に改称。なお、この時に大字西玉造の域内に点在していた東区大字清堀（かつての吉右衛門肝煎地）の飛地6ヶ所も新町名に編入している。
- 1943年（昭和18年）4月1日 - 区の境界変更により、南玉造町が天王寺区へ転属。
- 1965年（昭和40年） - 天王寺区玉造本町、玉造元町の現行住居表示を実施。
- 1979年（昭和54年） - 東区玉造の現行住居表示を実施。

## 玉造

### 世帯数と人口
2019年（平成31年）3月31日現在の世帯数と人口は以下の通りである。
| 丁目       | 世帯数    | 人口    |
| ---------- | --------- | ------- |
| 玉造一丁目 | 1,211世帯 | 2,461人 |
| 玉造二丁目 | 1,272世帯 | 2,446人 |
| 計         | 2,483世帯 | 4,907人 |

人口の変遷
国勢調査による人口の推移。
| 1995年（平成7年）  | 3,060人 | [ 6 ]  |  |
| 2000年（平成12年） | 3,537人 | [ 7 ]  |  |
| 2005年（平成17年） | 3,986人 | [ 8 ]  |  |
| 2010年（平成22年） | 4,393人 | [ 9 ]  |  |
| 2015年（平成27年） | 4,709人 | [ 10 ] |  |

世帯数の変遷
国勢調査による世帯数の推移。
| 1995年（平成7年）  | 1,258世帯 | [ 6 ]  |  |
| 2000年（平成12年） | 1,585世帯 | [ 7 ]  |  |
| 2005年（平成17年） | 1,780世帯 | [ 8 ]  |  |
| 2010年（平成22年） | 2,191世帯 | [ 9 ]  |  |
| 2015年（平成27年） | 2,306世帯 | [ 10 ] |  |

### 事業所
2016年（平成28年）現在の経済センサス調査による事業所数と従業員数は以下の通りである。
| 丁目       | 事業所数  | 従業員数 |
| ---------- | --------- | -------- |
| 玉造一丁目 | 228事業所 | 4,257人  |
| 玉造二丁目 | 200事業所 | 1,873人  |
| 計         | 428事業所 | 6,130人  |

## 玉造本町

### 世帯数と人口
2019年（平成31年）3月31日現在の世帯数と人口は以下の通りである。
| 町丁     | 世帯数  | 人口    |
| -------- | ------- | ------- |
| 玉造本町 | 841世帯 | 1,700人 |

人口の変遷
国勢調査による人口の推移。
| 1995年（平成7年）  | 1,312人 | [ 6 ]  |  |
| 2000年（平成12年） | 1,470人 | [ 7 ]  |  |
| 2005年（平成17年） | 1,505人 | [ 8 ]  |  |
| 2010年（平成22年） | 1,497人 | [ 9 ]  |  |
| 2015年（平成27年） | 1,563人 | [ 10 ] |  |

世帯数の変遷
国勢調査による世帯数の推移。
| 1995年（平成7年）  | 530世帯 | [ 6 ]  |  |
| 2000年（平成12年） | 654世帯 | [ 7 ]  |  |
| 2005年（平成17年） | 719世帯 | [ 8 ]  |  |
| 2010年（平成22年） | 742世帯 | [ 9 ]  |  |
| 2015年（平成27年） | 745世帯 | [ 10 ] |  |

### 事業所
2016年（平成28年）現在の経済センサス調査による事業所数と従業員数は以下の通りである。
| 町丁     | 事業所数  | 従業員数 |
| -------- | --------- | -------- |
| 玉造本町 | 104事業所 | 654人    |

## 玉造元町

### 世帯数と人口
2019年（平成31年）3月31日現在の世帯数と人口は以下の通りである。
| 町丁     | 世帯数    | 人口    |
| -------- | --------- | ------- |
| 玉造元町 | 1,595世帯 | 3,204人 |

人口の変遷
国勢調査による人口の推移。
| 1995年（平成7年）  | 2,209人 | [ 6 ]  |  |
| 2000年（平成12年） | 2,618人 | [ 7 ]  |  |
| 2005年（平成17年） | 2,502人 | [ 8 ]  |  |
| 2010年（平成22年） | 2,285人 | [ 9 ]  |  |
| 2015年（平成27年） | 3,152人 | [ 10 ] |  |

世帯数の変遷
国勢調査による世帯数の推移。
| 1995年（平成7年）  | 978世帯   | [ 6 ]  |  |
| 2000年（平成12年） | 1,141世帯 | [ 7 ]  |  |
| 2005年（平成17年） | 1,157世帯 | [ 8 ]  |  |
| 2010年（平成22年） | 1,108世帯 | [ 9 ]  |  |
| 2015年（平成27年） | 1,478世帯 | [ 10 ] |  |

### 事業所
2016年（平成28年）現在の経済センサス調査による事業所数と従業員数は以下の通りである。
| 町丁     | 事業所数  | 従業員数 |
| -------- | --------- | -------- |
| 玉造元町 | 246事業所 | 1,650人  |

## 主な施設

### 玉造
- 玉造稲荷神社
- 大阪市立玉造小学校

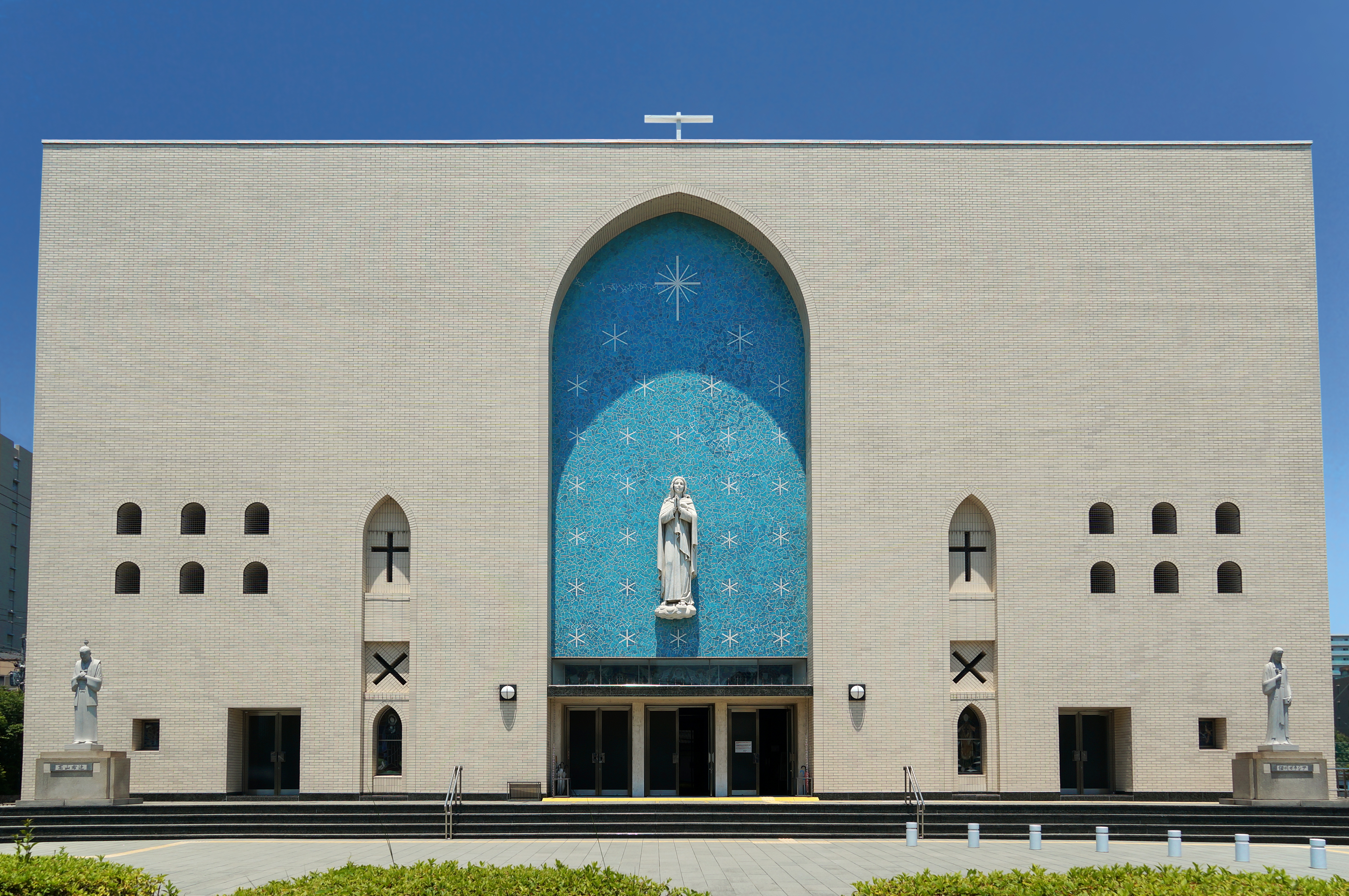
大阪高松カテドラル
聖マリア大聖堂
（カトリック玉造教会）

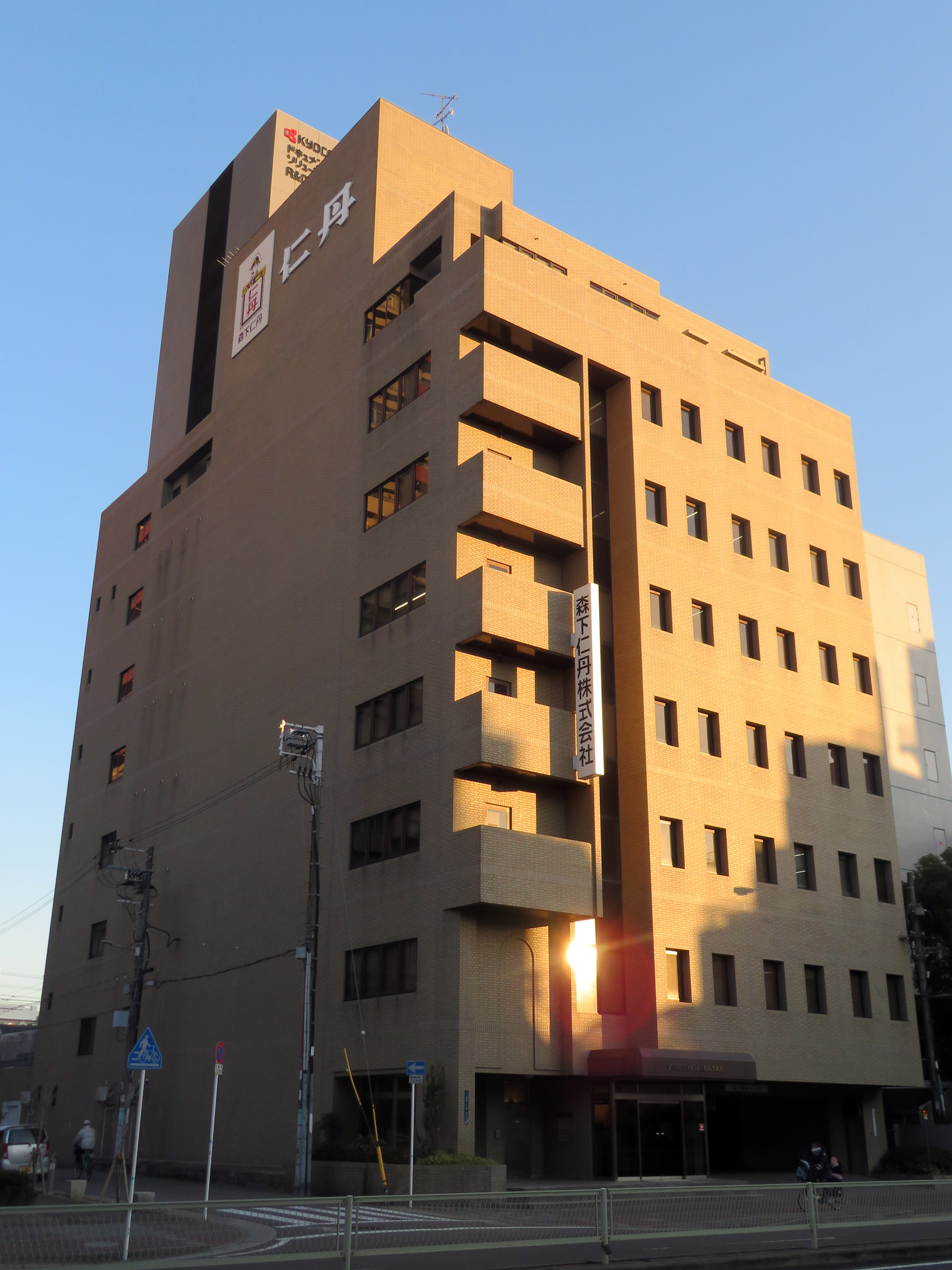
森下仁丹本社

- 学校法人大阪女学院 - プロテスタント長老派により1884年ウヰルミナ女学校、1886年大阪一致女学校がそれぞれ川口にて創立。玉造がカトリックの拠点となる以前の1888年に清堀の飛地6ヶ所のひとつ（字泥町東）へ大阪一致女学校が移転。
  - 大阪女学院大学
  - 大阪女学院短期大学
  - 大阪女学院中学校・高等学校
- 大阪高松カテドラル聖マリア大聖堂（カトリック玉造教会） - 1894年に清堀の飛地6ヶ所のひとつ（字石置場）にて創立（当初は聖アグネス聖堂。1945年大阪大空襲で焼失）。ヌヴェール愛徳修道会（フランス語版、英語版）により1923年聖母女学院がカトリック玉造教会にて創立したが、1932年香里へ移転した。1949年には姉妹校を藤森に開設し、学校法人聖母女学院も法人事務局を藤森に置いている。
- 学校法人城星学園 - サレジアン・シスターズにより1953年創立。カトリック玉造教会の東隣に位置する。
  - 城星学園小学校・ヴェリタス城星学園高等学校
  - 城星学園幼稚園
- 森下仁丹本社

### 玉造本町
- 三光神社
- 真田山陸軍墓地
- 大阪市立真田山小学校
- 天王寺警察署 玉造交番

### 玉造元町
- 玉造日之出通商店街
- 三菱UFJ銀行 玉造支店
- イズミヤ 玉造店

## 交通

### 鉄道
- 玉造駅 - JR大阪環状線、Osaka Metro長堀鶴見緑地線

近隣の駅
- 森ノ宮駅 - JR大阪環状線、Osaka Metro中央線・長堀鶴見緑地線
- 鶴橋駅 - 近鉄奈良線・大阪線、Osaka Metro千日前線
- 谷町六丁目駅 - Osaka Metro谷町線・長堀鶴見緑地線

### 道路
- 阪神高速13号東大阪線（法円坂出入口、森之宮出入口）
- 中央大通
- 長堀通
- 空堀通
- 玉造筋
- 上町筋

### バス
- 大阪シティバス（いずれも住吉営業所担当）
  - 18号系統（玉造 - 上本町一丁目 - 上本町六丁目 - 鶴橋駅前 - 北巽バスターミナル）
  - 22号系統（諏訪神社前 - 玉造 - 鶴橋駅前 - 上本町六丁目 - 天王寺区役所前 - あべの橋）
  - 85号系統（なんば - 心斎橋 - 玉造 - 地下鉄今里 - 杭全）

## 出身者
- 堺屋太一 - 小説家・作家、評論家、元通産官僚、経済企画庁長官（第55〜57代）、元内閣特別顧問
- 岡田彰布 - プロ野球阪神タイガース元選手・監督、オリックス・バファローズ元監督
- 秋田實 - 漫才作家
- 天龍三郎 - 浪曲師

### 玉造ゆかりの有名人
- 千利休 - 玉造に屋敷を構えていたといわれている
- 三浦大輔 - プロ野球選手、元横浜DeNAベイスターズ投手、現同球団一軍監督。幼少期を玉造で過ごす
- 中島らも - 作家。玉造で劇団を旗揚げ
- わかぎゑふ - 劇団主宰者、演出家。玉造で劇団を主宰

## その他

### 日本郵便
- 集配担当する郵便局と郵便番号は以下の通りである[15]。

| 区       | 町丁     | 郵便番号 | 郵便局       |
| -------- | -------- | -------- | ------------ |
| 中央区   | 玉造     | 540-0004 | 大阪東郵便局 |
| 天王寺区 | 玉造本町 | 543-0013 | 天王寺郵便局 |
| 天王寺区 | 玉造元町 | 543-0014 | 天王寺郵便局 |